# Callyspongia toxifera
Callyspongia toxifera är en svampdjursart som beskrevs av Wiedenmayer 1989. Callyspongia toxifera ingår i släktet Callyspongia och familjen Callyspongiidae. Inga underarter finns listade i Catalogue of Life.